# VM i floorball for damer
VM i floorball for kvinder er et verdensmesterskab i floorball, der afvikles hvert andet år i ulige år. 
VM afvikles med en A, B og C division. Der er 10 lande med i hver division. For damernes vedkommende var der kun 8 hold i division A i årene 1999-2005 og Danmarks 9. plads i 2005, var dermed en guldmedalje ved B-VM, med oprykning til A-gruppen til følge.

## Resultater
| År   | Guld    | Sølv    | Bronze  | DK placering | Spillested |
| ---- | ------- | ------- | ------- | ------------ | ---------- |
| 1997 | Sverige | Finland | Norge   | deltog ikke  | Finland    |
| 1999 | Finland | Schweiz | Sverige | nr. 11       | Sverige    |
| 2001 | Finland | Sverige | Norge   | nr. 10       | Letland    |
| 2003 | Sverige | Schweiz | Finland | nr. 11       | Schweiz    |
| 2005 | Schweiz | Finland | Sverige | nr. 9        | Singapore  |
| 2007 | Sverige | Finland | Schweiz | nr. 6        | Danmark    |